# Wilsford (Wilsford cum Lake)
Wilsford – wieś w Anglii, w Wiltshire, w dystrykcie (unitary authority) Wiltshire. W latach 1870–1872 osada liczyła 140 mieszkańców. Wilsford jest wspomniana w Domesday Book (1086) jako Wiflesford(e).